# Neustädter Marienkirche
Neustädter Marienkirche – gotycka świątynia luterańska znajdująca się w niemieckim mieście Bielefeld. Dawna kolegiata.

## Historia
Budowę kościoła rozpoczęto w XIII wieku przez hrabiów Ravensberg na obszarze zwanym jako Nowe Miasto (niem. Neustadt), pełnił on funkcję kolegiaty. Budowa trwała do I połowy XVI wieku, a w 1494 roku ukończono prace nad dwuwieżową fasadą. Od 1555 przy kościele posługiwali zarówno katoliccy, jak i luterańscy kanonicy. W 1794 rozpoczęto budowę barokowych hełmów wież. Kapitułę rozwiązano w 1810 roku, a dawną kolegiatę przekształcono w kościół garnizonowy. Od tej pory jest on siedzibą ewangelickiej parafii Mariackiej. We wnętrzu wzniesiono wówczas empory, które rozebrano w wieku dwudziestym. Świątynia została w 1944 roku podczas II wojny światowej. W 1966 wzniesiono nowe, smukłe hełmy wież, a rok później ukończono odbudowę kościoła po zniszczeniach wojennych.

## Architektura i wyposażenie
Świątynia gotycka, trójnawowa, o układzie halowym, z transeptem, przykryta sklepieniami krzyżowo-żebrowymi. Maswerk okna doświetlającego prezbiterium ma formę rozety. Narożniki obu wież zdobią lizeny. Pierwotnie nawa główna była oddzielona od prezbiterium za pomocą lektorium, które rozebrano w XIX wieku.
Funkcję nastawy ołtarzowej pełnią fragmenty ołtarza szafiastego poświęconego Matce Bożej, wykonanego w 1400 roku przez anonimowego mistrza znanego jako Berswordt-Meister. Jego pierwotna szerokość po otwarciu wynosiła 664 cm, a wysokość – 223 cm. Autorem barokowej ambony jest miejscowy mistrz Hattenkerl, zdobią ją wizerunki ewangelistów. W prezbiterium znajduje się również nagrobek Wilhelma von Berga (zm. 1428) i jego żony Adelheid von Tecklenburg oraz renesansowe epitafium poświęcone Ottonowi von Oyemu i jego rodzinie. Neogotycka chrzcielnica pochodzi z 1840 roku. Organy wykonał w 2017 roku warsztat Hermann Eule Orgelbau z Budziszyna, składają się z 46 głosów. Kościół posiada cztery brązowe dzwony, odlane w 1993 roku przez przedsiębiorstwo Eifeler Glockengießerei z Brockscheid.

## Galeria

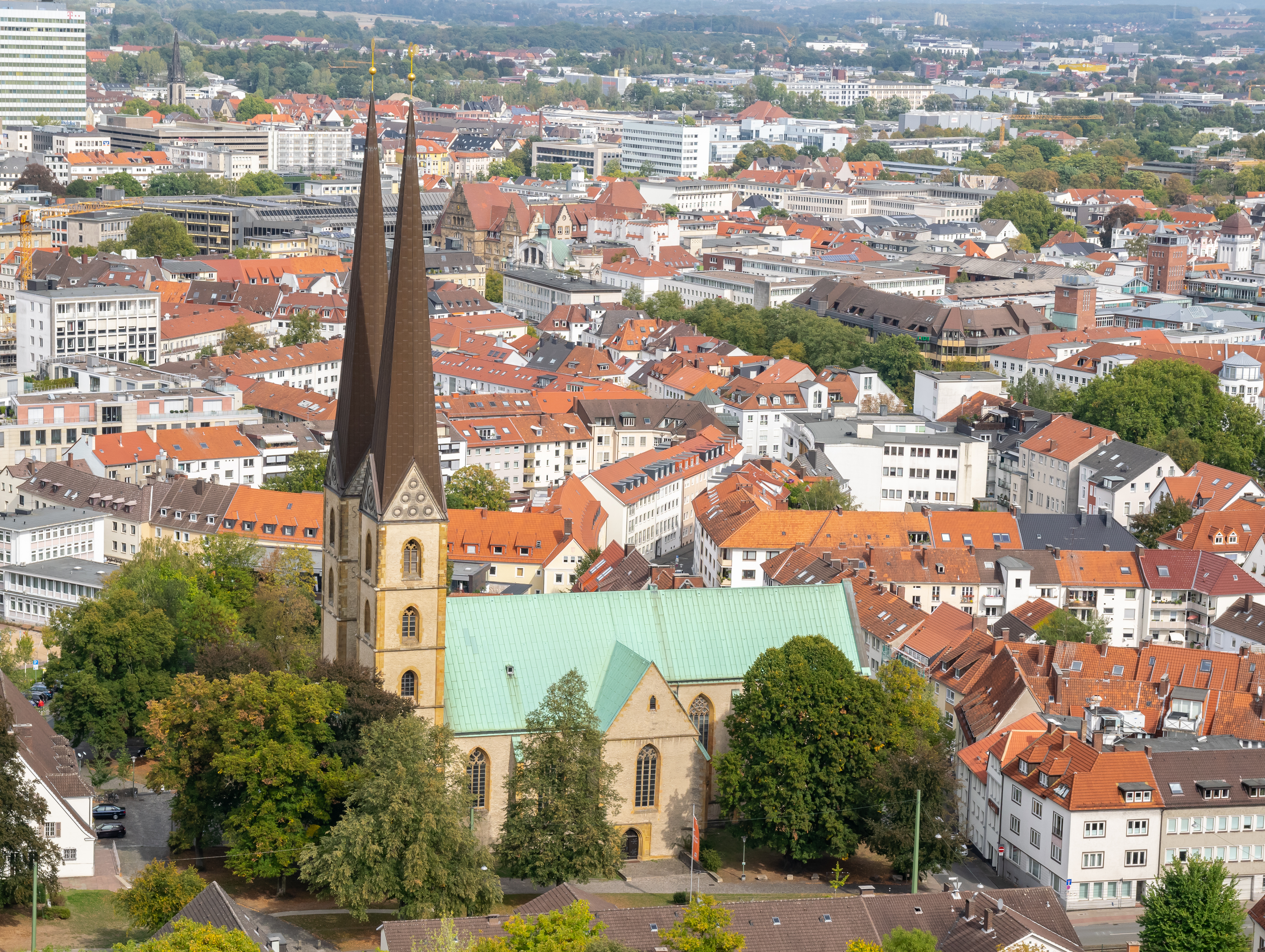
Widok z zamku Sparrenburg
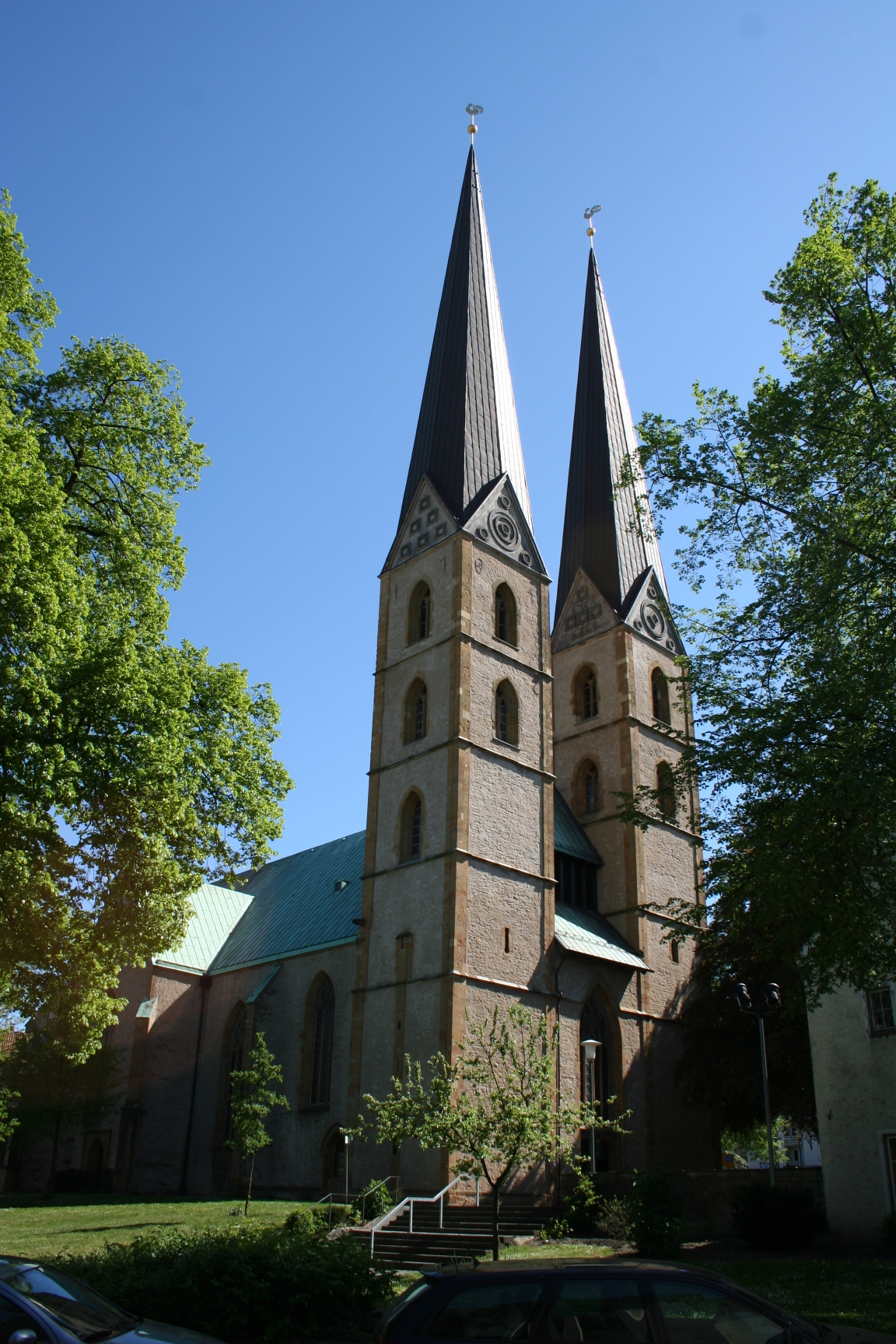
Widok z północnego zachodu
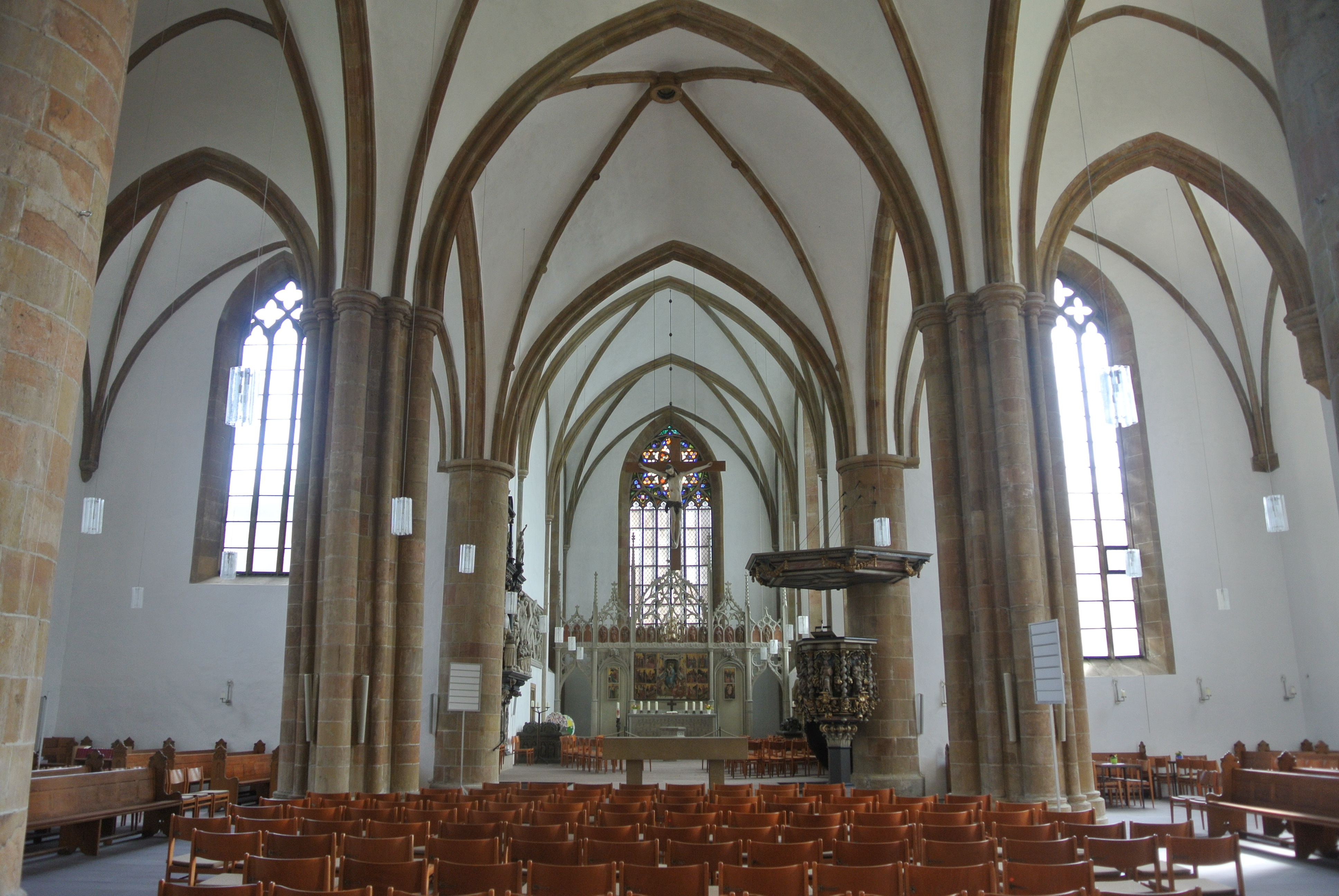
Wnętrze
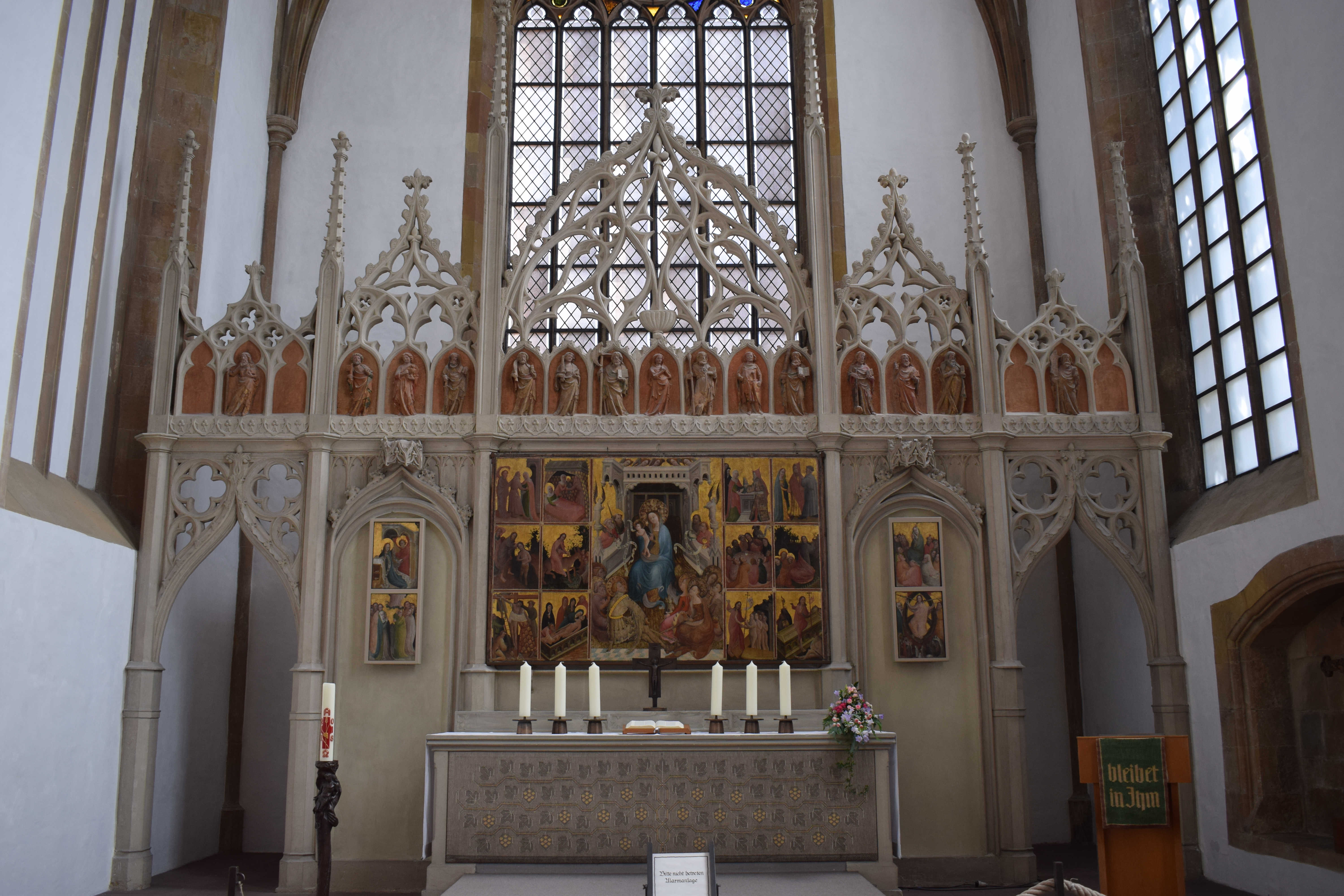
Ołtarz główny
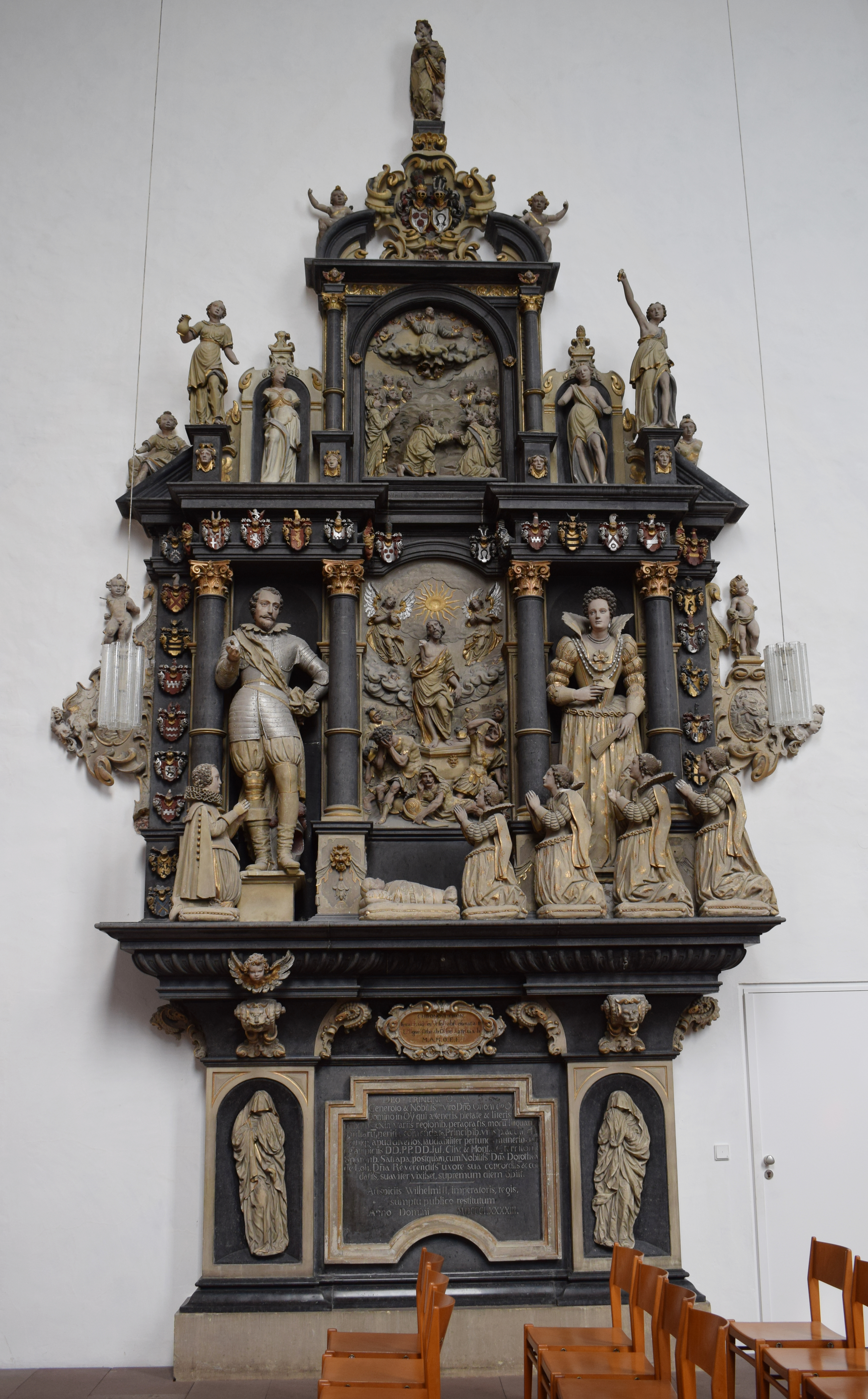
Epitafium Ottona von Oyego
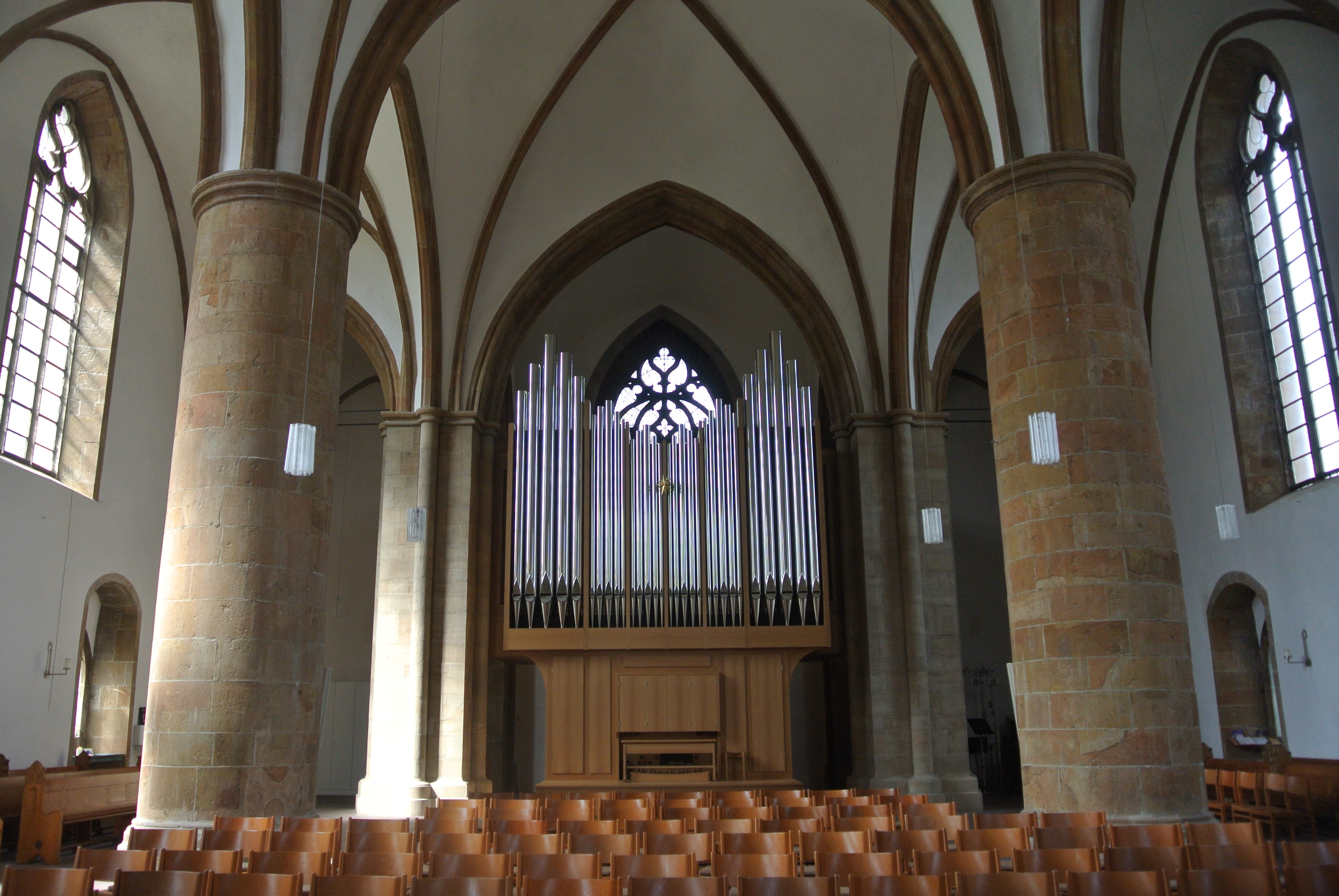
Organy